# Польцов
Польцов (нім. Polzow) — громада в Німеччині, розташована в землі Мекленбург-Передня Померанія. Входить до складу району Передня Померанія-Грайфсвальд. Складова частина об'єднання громад Юкер-Рандов-Таль.
Площа — 8,50 км2. Населення становить 248 ос. (станом на 31 грудня 2020).